# Pristimantis uisae
Pristimantis uisae är en groddjursart som först beskrevs av Lynch 2003.  Pristimantis uisae ingår i släktet Pristimantis och familjen Strabomantidae. IUCN kategoriserar arten globalt som otillräckligt studerad. Inga underarter finns listade i Catalogue of Life.